# Бауэрс, Джон
Джон Бауэрс (англ. John Bowers; 25 декабря 1885, Гарретт, Индиана — 17 ноября 1936, Санта-Моника, Калифорния) — американский актёр театра и кино, за свою карьеру снялся в 94 фильмах, включая короткометражки. Считается, что он послужил прообразом персонажа Нормана Мэйна в фильме «Звезда родилась» (1937).

## Ранние годы
Родился в городе Гарретт, штат Индиана в семье Джорджа и Иды Бауэрсокс. Во время учёбы в бизнес-колледже Хантингтон, он заинтересовался актёрским мастерством. После окончания колледжа гастролировал в составе актёрской труппы, прежде чем в 1912 году поселился в Нью-Йорке и начал выступать в Бродвейском театре. В 1914 году начал сниматься в кино, в течение пяти лет стал популярным исполнителем ведущих ролей, часто играл в фильмах с Маргерит Де Ла Мотт, на которой позже женился и развёлся.

## Смерть
17 ноября 1936 года Бауэрс узнал что его старый друг Генри Хэтэуэй снимает фильм «Загубленные в море» в окрестностях берега острова Санта-Каталина. Пятидесятилетний актёр арендовал шлюпку и приплыл на остров, надеясь получить роль в картине, но узнал что она была уже занята. Несколько дней спустя, его тело было найдено на пляже города Санта-Моника. Чак Паланик писал, что по народной легенде Бауэрс утопился. По другой, он покончил жизнь самоубийством из-за появления звукового кино.
Его жизнь, и особенно его смерть считаются прообразом персонажа Нормана Мэйна в фильме «Звезда родилась». В 1960 году за свои заслуги в киноиндустрии Бауэрс получил именную звезду на Голливудской «Аллее славы».

## Фильмография
- 1925 — Дочери, которые платят / Daughters Who Pay — Дик Фостер